# 澤氏齧脂鯉
澤氏齧脂鯉，為輻鰭魚綱脂鯉目脂鯉亞目脂鯉科的其中一個種，分布於中美洲巴拿馬淡水流域，體長可達8.8公分，棲息在底中層水域，生活習性不明。